# Авганистан
Авганистан (дари. افغانستان), званично Исламски Емират Авганистан (дари. امارت اسلامی افغانستان), држава је у југозападној Азији. Земља нема излаз на море, а дужина копнене границе износи 5.529 km. На западу се граничи са Ираном (936 km), на северу са Туркменистаном (744 km), Узбекистаном (137 km) и Таџикистаном (1.206 km), на североистоку са Кином (76 km), а на истоку и југу са Пакистаном (2.430 km). Кабул је највећи и главни град Авганистана и броји око 4,6 милиона становника. Од 15. августа 2021. године, Авганистан је под контролом покрета Талибан.
Археолози су на подручју данашњег Авганистана пронашли доказе људског присуства који датирају из средњег палеолитског периода. Верује се да се урбана цивилизација на овој територији појавила између 3000. и 2000. п. н. е. С обзиром да се налази на веома важној локацији која повезује културу Блиског истока са средњом Азијом и Индијским потконтинентом, током векова је био дом разних народа., и сведок је разних војних кампања, међу којима су највише вредне помена кампање Александра Великог, Џингис-кана, и западних сила у модерно доба. Ова земља такође представља и извор из којег су Грчко-бактријско краљевство, Кушанско краљевство, Бели Хуни (Хефталити), Сафариди, Газнавиди, Гориди, Хилџији, Тимуриди, Могули и Дурани издигли и саградили веома снажне империје.
Политичка историја модерног Авганистана почиње 1709. године, када је успостављена Хотаки династија у Кандахару, након чега долази до успона Дурани империје 1747. године. Крајем 19. века, Авганистан постаје тампон држава током „Велике игре“ између Британске Индије и Руске Империје. Након Трећег англо-авганистанског рата 1919. године, краљ Аманулах је започео европску модернизацију своје земље, али је спречен од стране ултра-конзервативаца. Чланица је Уједињених нација од 1946. Током Хладног рата, након повлачења Британаца из Индије 1947. године, САД и Совјетски Савез почињу да шире свој утицај у Авганистану, што је довело до крвавог рата између муџахедина („свети ратници“) које је подржавала Америка и власти коју је подржавао Совјетски Савез, у којем је животе изгубило више од милион Авганистанаца. Након овога уследио је авганистански грађански рат 90-их година, успон и пад екстремистичке талибанске власти и рат у Авганистану, који траје од 2001. године па све до данас. У децембру 2001. године, Савет безбедности Организације уједињених нација одобрио је стварање Међународних снага за безбедносну помоћ ради одржавања безбедности у Авганистану, као вид припомоћи влади Хамида Карзаја.
Три деценије ратовања су учиниле Авганистан једном од најопаснијих земаља на свету, као и највећи „извозник избеглица и азиланата“. Док међународна заједница покушава да обнови ову ратом разорену земљу, терористичке групе, као што су Хакани и Хезб-е-Ислами Гулбудин, активно су укључени у светске побуне Талибана, које се састоје из стотина атентата и напада бомбаша-самоубица. Према Уједињеним нацијама, ове побуне су криве за 80% цивилних жртава у рату који траје од 2001. године у периоду између 2011. и 2012. године. Двадесетогодишњи рат између владе коју подржава САД и Талибана завршио се 2021. године што је резултирало успостављањем нове талибанске државе.
Око 42% становништва Авганистана живи испод линије апсолутног сиромаштва, што значи да њихов приход чини мање од 1,25 америчких долара дневно, а нешто мало више изнад 70% становништва је писмено.

## Етимологија
Име „Авганистан“ (Afghānistān) значи „Земља Авгана“, који је настао из етнонима Авгана. Историјски, овај назив се односио на Паштуне, који представљају највећу етничку групу у Авганистану. Ово име се јавља и као „Абган“ у 3. веку нове ере у време Сасанида, и „Авагана“ у 6. веку нове ере код индијског астронома Варахамихире. Народ који се назива овим именом се неколико пута помиње у једној географској књизи из 10. века."
Ел Бируни је у XI веку о њима говорио као о различитим племенима која живе на западној планинској граници реке Инде, што би требало да значи - на ободу Сулејман планина. Ибн Батута, познати марокански научник који је посетио ове пределе 1333. године, написао је:
Путовали смо до Кабула, некада великог града, а сада села насељеног персијским племеном које се назива „Авганима“. Имају планине и клисуре, поседе велике снаге, и углавном су друмски разбојници. Њихова главна планина је Сулејман планина.
Један угледни персијски научник из 16. века даје доста објашњења о Авганима. На пример, он пише:
Мушкарци из Кабула и Хилџији су такође отишли кући; и кад год су били испитивани о муслиманима кохистанских планина о томе какво је тамо стање, они би рекли, „не називај га Кохистаном, већ Авганистаном; тамо нема никога другог до Авганистанаца и нереда." Стога, јасно је да због тога ови људи своју земљу на свом језику називају Авганистан, а себе Авганистанцима.
Широко је прихваћено да су термини „Паштун“ и „Авган“ синоними. У списима пашто песника из 17. века, Кушал Кан Катака, он каже:
Извуците своје мачеве и посеците чисто, свакога ко каже да Паштун и Авган нису исто! То знају Арапи, а знају и Римљани: Авгани су Паштуни, Паштуни су Авгани!
Последњи део имена, „-стан“ је персијски суфикс који означава место. Име „Авганистан“ је описао могулски цар из 16. века, Бабур, у својим мемоарима (Бабурнама), као и персијски научник Фиришта и Бабурови наследници, позивајући се на традиционалне етничке паштунске територије између Хиндукуш планинског масива и реке Инд. Почетком 19. века, авганистански политичари су решили да прихвате назив „Авганистан“ за целу област, након што се превод овог термина на енглески појавио у разним споразумима са каџаридском Персијом и британском Индијом. Године 1857, у свом приказу књиге Џ. В. Кеја „Авганистански рат“ (енг: „The Afghan War“), Фридрих Енгелс описује Авганистан као:
једну пространу земљу Азије ... између Персије и Индије, а у другом правцу између Хиндукуша и Индијског океана. Некада је садржала персијске провинције Хорасан и Кохистан, као и Херат, Белуџистан, Кашмир, Синд и добар део Панџаба ... Његови најважнији градови су Кабул, главни град, Газни, Пешевар и Кандахар.
Авганистанско краљевство се некада називало Дурани царство (краљевство Кабула), како га спомиње и британски државник и историчар, Монтстјуарт Елфинстон. Међународни суверенитет је Авганистану званично признат након потписивања англо-авганистанског споразума из 1919. године.

## Географија
Са 652.230 km², Авганистан је по величини 41. земља на свету, што га чини мало већим од Француске, мањим од Мјанмара, а скоро исте величине као Тексас у САД. Граничи се са Пакистаном на југу и истоку, на западу са Ираном, на северу са Туркеменистаном, Таџикистаном, и са Кином на Далеком истоку.
У овој земљи живи преко 30 милиона становника (28.395.716 становника (2010)). Главни град је Кабул. Остали важнији градови су: Кандахар, Џалалабад, Херат, Мазари Шариф.
То је планинска земља без излаза на море, са равницама на северу и југозападу.
Географски, Авганистан је земља Средње Азије. Међутим, у геополитичком и културолошком смислу, Уједињене нације га, заједно са Ираном, сврставају у Јужну Азију. Културолошки припада блискоисточном муслиманском свету. Највиши врх ове земље је Ношак, на 7492 m надморске висине. Земља има континенталну климу, са веома оштрим зимама у централним областима, леденим површинама на североистоку око Нуристана и Вакана, где је просечна температура у јануару испод -15 °C, и врућим летима у нижим областима, као што су Систан слив на југозападу, Џалалабад басен на истоку, и авганистанске туркестанске равнице дуж реке Аму на северу, где је просечна температура у јулу преко 35 °C.
Иако ова земља има велики број река и резервоара, велики делови земље су безводни. Систан басен је један од најсушнијих региона у земљи. Поред уобичајених киша, у Авганистану током зиме пада и снег у Хиндукушу и на Памир планинама, а на пролеће отопљени снег се претвара у потоке који се уливају у реке и језера. Међутим, две трећине тих вода се уливају у реке суседних земаља, као што су Иран, Пакистан и Туркменистан. То ствара економски проблем држави, јер би обнова система за наводњаване и преусмеравање вода, државу коштало више од 2 милијарде америчких долара.
Хиндукушке планине на североистоку, унутар и око провинције Бадакшан су геолошки активна област у којој су чести земљотреси, клизишта и снежне лавине. Земљотреси су често крајње деструктивни са многим људским жртвама. Последњи јаки земљотреси су били 4. фебруара 1998. године, у којем је страдало 6000 људи у Бадакшану, близу Таџикистана. Затим су уследили земљотреси у Хиндукушу 2002. године, у којима је погинуло више од 150 људи из разних земаља региона, док је преко хиљаду повређено. Након земљотреса 2010. године у Авганистану је било 11 мртвих, више од 70 повређених, а више од 2000 кућа је уништено.
Клизишта се често јављају као последица земљотреса или након обилних киша, као и услед топљења снега. Такође, клизишта могу бити крајње деструктивна са многобројним жртвама. Једно од најсмртоноснијих клизишта икада, десило се 3. маја 2014. године у Бадакшану, са преко 2100 жртава. Снежне лавине су трећа и не мање опаснија природна катастрофа од претходне две. Често се јављају током зимског периода и веома су опасне на неким путним комуникацијама у овом делу Авганистана.
Природне ресурсе ове земље чине: угаљ, бакар, руде гвожђа, литијум, уранијум, ретки земљани елементи, хромит, злато, цинк, талк, барит, сумпор, олово, драго и полудраго камење, природни гас, нафта и друго. Године 2010. амерички и авганистански званичници су проценили да неискоришћене минералне сировине, које су (званично) откривене 2007. године током геолошких истраживања, вреде између 0,9 и 3 трилиона америчких долара.
Рудно богатство је углавном неискоришћено. Најважније гране индустрије су текстилна, прехрамбена, метална и индустрија коже. Домаћа радиност је широко заступљена, а један од најважнијих производа су вунени теписи.

### Клима
Клима је континентална са великим годишњим температурним колебањима. Просечна јануарска температура је 0-5C°, а у јулу 25-30C°. Количина падавина је мала (испод 500 mm годишње), а једино су источни крајеви влажнији јер потпадају под утицај монсунске климе.

### Флора и фауна
Вегетација у равницама је полупустињска, у нижим планинским подручјима до 1.500 m степска, а између 1.500-3.000 m има четинарских шума. Главни пољопривредни производи су пшеница, кукуруз, јечам, пиринач, памук и воће. У планинским пределима заступљено је сточарство (овце, говеда и козе).

## Историја
Археолошка ископавања праисторијских локалитета које су извршили Луј Дупри и други, указују на то да су на територији данашњег Авганистана живели људи пре најмање 50.000 година, а да су тадашње пољопривредне заједнице једне од најстаријих у свету. С обзиром да представља место најранијих историјских догађаја, многи верују да се Авганистан може поредити са Египтом у погледу историјске вредности његових археолошких локалитета. Ова земља се налази на јединственој локацији где су разне цивилизације долазиле у додир једне са другима и где је често долазило до борби. Била је дом разних народа кроз векове, међу којима су древни ирански народи, који су играли доминантну улогу у стварању индо-иранских језика у региону.
У више момената је ова регија била део великих империја, међу којима су Ахеменидско, Селеукидско и Мауријско царство, затим Сасанидско царство и Исламски калифат. Многа царства су стала на ноге баш на простору данашњег Авганистана, као што су Грчко-бактријско краљевство, Кушанско краљевство, Кабулски шахови, Бели Хуни (Хефталити), Сафариди, Саманиди, Газнавиди, Гориди, Хилџији, Картиди, Тимуриди, Могули, а онда и Хотаки и Дурани династије, које су касније политички обележиле настанак модерне авганистанске државе.

### Преисламски период
Археолошко истраживање спроведено током 20. века сугерише да је географско подручје Авганистана уско повезано културом и трговином са својим суседима на истоку, западу и северу. Артефакти типични за период палеолита, мезолита, неолита, бронзаног и гвозденог доба су пронађени у Авганистану. Верује се да се урбана цивилизација појавила још 3000. п. н. е., а рани облик града Мунигака (близу Кандахара, на југу земље) је можда била истурена колонија цивилизације из долине Инда.
Након 2000. п. н. е., узастопни таласи полу-номадских народа из средње Азије су кренули ка југу Авганистана, међу којима је био велики број говорника индо-европских језика. Ова племена су касније мигрирала даље на југ, до Индије, западно у односу на данашњи Иран, а према Европи су мигрирали преко области северно од Каспијског језера. Овај регион се у целини звао Аријана.
Древна религија зороастризам је, како неки верују, настала на територији данашњег Авганистана између 1800. и 800. п. н. е., а такође се сматра и да је њен оснивач, Заратустра. Древни источно-ирански језици су се највероватније говорили на територији Авганистана у време зороастризма. До средине 6. века пре нове ере, архаменидски Персијанци су збацили Међане и додали територији Авганистана Арахозију, Арију и Бактрију. Натпис на споменику краља Дарија I помиње долину Кабула на листи 29 земаља које је освојио.
Александар Македонски и његова војска су дошли на подручје Авганистана 330. п. н. е., након победе над Даријем III годину дана раније у бици код Гаугамеле. Након Александрове кратке окупације, владари Селеукидског краљевства су контролисали ово подручје све до 305. п. н. е., када су велики део предали индијском Мауријском царству, као део савезничког споразума.
Александар их је преузео од Аријанаца и успоставио своја насеља, али их је Селеук I Никатор предао Чандрагупта Маурију као услов за склапање брака и добијање 500 слонова.— Strabo, 64 BCE – 24 CE
Маријанци су донели будизам из Индије, и контролисали су области јужно од Хиндукуша до око 185. п. н. е., када су збачени. Њихов пад почиње 60 година након Ашокове владавине, што је довело до хеленистичких освајања региона од стране грчко-бактријског краљевства. Велики део тих региона се отцепио од Грчко-бактријског краљевства и постало део Грчко-индијског краљевства. Индо-Грци су поражени и протерани од стране Индо-Скита крајем 2. века пре нове ере.
Током првог века пре нове ере, Партијско краљевство је покорило ову област, али су је затим отели њихови вазали, Индо-партијци. Од средине до краја 1. века нове ере, Кушанско краљевство, које се налазило у модерном Авганистану, постало је покровитељ будистичке културе. Кушите су поразили Сасаниди у 3. веку нове ере. Иако су разни владари који су себе називали Кушитима (опште познати као Индо-Сасаниди) владали овим регионом, сматра се да су били подређени Сасанидима.
Кушите су наследили кидаритски Хуни, које су наследили на власти краткотрајни али снажни Хефталити. Хефталите је поразио Хозроје I Ануширван 557. године нове ере, који је поново успоставио сасанидску власт у Персији. Међутим, у 6. веку нове ере, наследници Кушита и Хефталита су у Кабулу оформили малу династију која се звала „Шахови Кабула“.

### Исламизација и инвазија Монгола
У периоду између 4. и 19. века, северозападни део савременог Авганистана се сматрао целином која је носила регионално име Хорасан. Две од четири престонице Хорасана: Херат и Балк се сада налазе у Авганистану, док су Кандахар, Забул, Газна и Авганистан формирали границу између Хорасана и Хиндустана.
Арапски муслимани су донели исламску поруку у Херат и Зарањ 642. године нове ере и започели своје ширење на исток; неки становници које су срели су прихватили ислам, док су се други побунили. Народ Авганистана је био мултиконфесионалан, међу њима је било заратустријанаца, будиста, Зунбила, индуса, хришћана, Јевреја и других.
Зунбили и Шахови Кабула су поражени 870. године нове ере од стране сафаридских муслимана из Зарања. Касније су Саманиди продужили њихов исламски утицај јужно ка Хиндукушу. Прича се да су муслимани и немуслимани и даље живели једни поред других у Кабулу пре доласка Газнавида на власт.
Кабул има дворац познат по његовој снази, доступан само једним путем. У њему има муслимана, у њему је град у којем живе безбожници из Индије.
— Естахри, 921. године нове ере

Авганистан је постао један од главних центара муслиманског света „исламског златног доба“. До 11. века, султан Махмуд из Газнеје напокон исламизовао све преостале немуслиманске области, осим Кафиристана. Газнавиде је наследила династија Гурида која је само проширила и ојачала већ постојеће царство. 1219. г. н. е. Џингис Кан и његова монголска војска су прегазили овај крај. Његове трупе су наводно срушиле хорасанске градове Херат и Балк, као и Бамијан.
Разарања која су изазвали Монголи су испразнила веће градове и натерале многе мештане да се врате руралном аграрном друштву. Монголска владавина се наставила са Илканатом на северозападу, док је Кхиљи династија авганистанске племенске области владала јужно од Хиндукуша, све до Тимурове инвазије који је 1370. године успоставио династију Тимурида. Током владавина Газнавида, Гурида и Тимурида, Авганистан је произвео много лепих исламских архитектонских споменика, као и бројна научна и књижевна дела.
Бабур, који је потомак и Тимура и Џингис Кана, дошао је из Фергане и преузео је Кабул од архунске династије, те је одатле почео да преузима контролу над централним и источним областима Авганистана. Остао је у Кабулу до 1526. године, када је његова војска напала Султанат Делхи у Индији, да би заменио Лоди династију са Могулским царством. Од 16. до почетка 18. века, Авганистан је био део три регионална краљевства: Бухарски канат на северу, шиитска Сафавидска династија на западу, а преостала велика територија је припадала Могулском царству.

### Хотаки династија и Дурани царство
Мир Ваис Хотак, кога сматрају авганистанским Џорџом Вашингтоном, имао је успеха у побуни коју је покренуо против персијских Сафавида 1709. године. Свргнуо је и погубио Џурџис Кана, чиме је Авганистану обезбедио независност. До 1713. године, Мир Ваис је поразио две велике персијске војске, од које је једну предводио Кушрав Кан, рођак Џурџин Кана, а другу Рустан Кан. Војске је послао султан Хусеин, шах из Исфахана да би повратиле контролу над Кандахаром. Мир Ваис је умро природном смрћу 1715. године, а наследио га је његов брат, Абдул Азиз Хотаки, којег је убио Мир Ваисов, син Махмуд Хотакија и тако издао државу. Године 1722. Махмуд је повео авганистанску војску на Исфахан, престоницу Персије. Опустошио је град након битке код Гулнабада и себе прогласио краљем Персије. Персијанци нису били верни авганистанским владарима и након масакра хиљаде научника, верских племића и чланова сафавидске породице, Хотаки династија је избачена из Персије након битке код Дамгана 1729. године.
Године 1738. Надер Шах је заједно са својим афшаридским снагама преотео Кандахар од Хусеина Хотакија, када је ослобођен заточени шеснаестогодишњи Ахмад Шах Дурани, те је постао командант четири хиљаде Надер Шахових Авганистанаца. Његове снаге су из Кандахара кренуле на Индију са циљем да је покоре; прошавши кроз Газни, Кабул, Пешавар и Лахоре, да би затим након Карналске битке успели да је покоре, опљачкавши Делхи. Надер Шах и његова војска су напустили Делхи, али су са собом понели велико благо, које су чинили и „Кох-и нур“ и „Дарјаје нур“ дијаманти. Након смрти Надер Шаха 1747. године, Авганистанци су изабрали Ахмеда Шаха Дуранија за свог шефа државе. С обзиром да се сматра оснивачем модерног Авганистана, Дурани и његова авганистанска војска су освојили цео данашњи Авганистан, Пакистан, Хорасан и Кохистан у Ирану, као и Делхи у Индији. Поразио је индијско Царство Марата, а једна од његових највећих победа била је битка за Панипат 1761. године.
У октобру 1772. године, Ахмед Шах Дурани је умро природном смрћу и сахрањен је у „Светилишту плашта“ у Кандахару. Наследио га је његов син, Тимур Шах Дурани, који је 1776. године преместио престоницу из Кандахара у Кабул. Након што је Тимур Шах умро 1793. године, власт је прешла у руке његовог сина, Заман Шах Дуранија, затим у руке Махмуда Шаха Дуранија, па Шуја Шаха Дуранија и других.
Током 19. века Авганистанском царству су стизале претње од Персијанаца на западу и Сика на истоку. Западне провинције Хорасан и Кохистан су освојили Персијанци 1800. године. Фатех Кан, вођа Баракзај династије, је на све моћне позиције широм свог царства поставио своју браћу (њих 21). Након његове смрти, они су се побунили и поделили су провинције међу собом. Током овог турбулентног периода, Авганистан је имао бројне краткотрајне владаре, све до Дост Мухамед Кана, који се прогласио принцом 1826. године. Панџаб је освојио Рањит Синк, који је извршио инвазију на Хајбер-Пахтунву, а онда је 1834. године освојио и Пешавар. Године 1837. Акбар Кан је са авганистанском војском прешао хајберски превој да би поразили Сике у бици код Џамруда, након смрти Харија Синк Наллвуа пре него што су се повукли у Кабул. До тада су Британци већ почели да напредују са истока те је започет први Англо-авганистански рат, један од првих већих сукоба током Велике игре.

### Западни утицај
Након пораза Британско-индијских снага 1842. године и победе Авганистанаца, Британци су успоставили дипломатске односе са авганистанском владом, али су се повукли из земље. Вратили су се за време Другог Англо-Авганског рата крајем седамдесетих година 19. века ради двогодишњих војних операција, које су представљале помоћ Абдур Рахман Кану да порази Ајуб Кана. Уједињено Краљевство је почело да врши јак војно-политички утицај након овога, те је чак и контролисала и спољну политику државе. Године 1893. Мортимер Дуранд је убедио амира Абдур Рахман Кана да потпише споразум (по некима контроверзни) при којем су територије етничких Паштуна и Белуџа биле подељене „Дуранд линијом“. Ово је била класична "подели па владај“ политика Британаца која је водила ка затегнутим односима, посебно касније са оснивањем нове државе Пакистан.
Након Трећег англо-авганистанског рата и потписивања мира 1919. године, краљ Аманула Кан је прогласио емират Авганистан сувереном и потпуно слободном државом, а 1926. је прогласио краљевину Авганистан. Он је привео крају традиционалну изолацију своје државе успостављањем дипломатских односа са међународном заједницом, те је након двогодишњег путовања Европом и Турском 1927-1928. године спровео пар реформи ради модернизације нације. Главни покретач тих реформи је био Махмуд Тарзи, ватрени присталица образовања жена. Он се борио за Члан 68 авганистанског устава 1928. године, при чему је основно образовање постало обавезно. Ропство је укинуто 1923. године.
Неке реформе су стварно успостављене, као укидање традиционалне бурке за жене и отварање образовних институција, што је брзо отуђило многе племенске и верске вође. Суочен са великом оружаном опозицијом, Аманулах Кан је био приморан да абдицира у јануару 1929. године, након што је Кабул пао у руке побуњеничких снага предвођених Хабибулахом Калаканијем. Принц Мухамед Надир Шах, Амахулахов рођак, поразио је и убио Калаканија у новембру 1929. године, те је проглашен краљем. Он је напустио убрзане реформе модернизације Аманулаха Кана и покушао их спроводити постепеније, али је убијен 1933. године од стране Абдула Халика, ученика хазарске школе.
Мохамед Захир Шах, Надиров деветнаестогодишњи син, наследио је престо и владао од 1933. до 1973. године. До 1946. године Захир Шах је владао уз помоћ свог ујака, који је држао позицију премијера и који је наставио политику Надир Шаха. Други ујак Захир Шаха, Шах Махмуд Кан је постао премијер 1946. године, те је започео експеримент који је дозволио веће политичке слободе, али је променио политику када је ствар отишла даље него што је планирано. Заменио га је 1953. године Мохамед Дауд Кан, краљев рођак и зет. Дауд Кан је желео присније односе са Совјетским Савезом, и удаљен однос са Пакистаном. Авганистан је остао неутралан и није учествовао у Другом светском рату, нити је био у савезу ни са једним блоком током Хладног рата. Међутим, имао је корист од каснијег ривалитета између Совјетског Савеза и САД, јер су обе државе покушале да успоставе свој утицај у Авганистану, градећи ауто-путеве, аеродроме и друге важне инфраструктуре у овој земљи. Године 1973, док је краљ Захир Шах био у званичној посети ван земље, Дауд Кан је извршио државни удар и постао први председник Авганистана.

### Марксистичка револуција и Совјетски рат
У априлу 1978. Године, комунистичка Народна демократска партија Авганистана (НДПА) је преузела власт у Авганистану путем Саур револуције. У року од пар месеци, противници комунистичке владе су покренули устанак у источном Авганистану, који је веома брзо прерастао у грађански рат вођен између герилаца муџахедина и владиних снага широм земље. Пакистанска влада је овим побуњеницима пружила обуку у тајним центрима, док је Совјетски Савез послао на хиљаде војних саветника у знак подршке влади НДПА-а. У међувремену, све већа нетрпељивост између две фракције НДПА-а — доминантне Халк и умереније Парчам фракције— резултирала је распуштањем парчамских чланова кабинета и хапшењем њихових официра под изговором претње од парчамског устанка.
У септембру 1979. године, извршен је атентат на халкског председника Нур Мухамеда Таракија током устанка у оквиру НДПА-а, под вођством Хафизулаха Амина, који је затим преузео председништво. С обзиром да није уливао поверење Совјетима, на Амина је извршен атентат од стране совјетских специјалних јединица у децембру 1979. године. Влада организована од стране Совјетског Савеза, под вођством парчами члана Барбака Кармала, мада је укључивала обе фракције, попунила је празнину. Совјетске трупе су у великом броју биле распоређене да би стабилизовале Авганистан под Кармалом, мада се од њих није очекивало да воде све битке вођене у то време у Авганистану. Међутим, као резултат тога, Совјети су сада били директно укључени у оно што је постало грађански рат у Авганистану.
НДПА је забранила лихварство, и дала изјаве о женским правима прогласивши једнакост полова, те је укључила жене у политички живот.
Сједињене Државе и Саудијска Арабија подржавају анти-комунистичке снаге (муџахедине). Од средине 1979, ове две државе су укупно потрошиле око 40 милијарди америчких долара за рат у Авганистану. Новац, оружје и опрема слати су и у суседни Пакистан, где су се налазиле избеглице које се 90-их враћају у Авганистан и организују талибански покрет. ЦИА је опремила и обучила око 100.000 муџахедина из око 40 земаља. Овај рат створио је више од шест милиона избеглица које су напустиле Авганистан и у већини случајева отишле у Пакистан или Иран Суочени са све већим интернационалним притиском и великим бројем жртава, Совјети су се повукли из Авганистана 1989, мада су наставили да подржавају авганистанског председника Мухамеда Наџибулаха све до 1992. године.

### Страна мешања и рат
Од 1989. до 1992. године, Наџибулахова влада је покушавала да реши проблем грађанског рата без помоћи совјетских трупа на својим територијама, али уз њихову економску и војну помоћ. Наџибулах је покушао да изгради подршку за своју владу, те је покушао да своју владу представи као исламску, а у уставу из 1990. године, Авганистан је званично постао исламска држава, и све везе са комунизмом су уклоњене. Међутим, Наџибулах није успео да придобије икакву већу подршку, а са распадом Совјетског Савеза 1991. године, Наџибулах је остао без стране помоћи. Ово, заједно са унутрашњим колапсом његове владе, довело је до његовог свргавања са власти у априлу 1992. године.
Након Наџибулахове владе 1992. године, пост-комунистичка исламска држава Авганистан је успостављена Пешаварским споразумом, споразумом о миру и подели власти под којим су све авганистанске стране биле уједињене у априлу 1992. године, осим пакистанске исламске партије Гулбудина Хекматјара. Хекматјар је започео бомбардовање Кабула, које је обележило почетак нове фазе рата.
Саудијска Арабија и Иран су подржавале различите авганистанске милиције, те се брзо развила нестабилност, а сукоб између две милиције је ускоро прерастао у прави рат.
Због изненадног почетка рата, рада владиних одељења, полицијских јединица или система правде и одговорности, свеже основана исламска република Авганистан није ни имала времена да се формира. Појединци разних оружаних фракција су вршили зверства, док је у Кабулу владало безакоње и хаос. Због тог хаоса, неке вође су имале само номиналну власт над својим командантима. За цивиле није било заштите од убистава, силовања, или изнуђивања. Верује се да је око 25.000 људи умрло током најинтензивнијег периода бомбардовања од стране Хекматјарове исламске странке и Џунбиши Мили јединице Абдул Рашида Достума, који је основао савез са Хекматјаром 1994. године. Скоро пола милиона људи је напустило Авганистан.
Године 1994, појављују се талибани, дотад непозната фракција муџахедина која себе идентификује као верски ученици. Они убрзо започињу своје ширење из суседног Пакистана у смеру Кабула и тиме избија нови авганистански грађански рат. Талибани постижу брзе успехе у борби чији је циљ успостављање крутог исламског закона у земљи. Искористивши сукоб између више фракција муџахедина, бивших антисовјетских снага, талибани у септембру 1996. године освајају Кабул. Снаге лојалне Рабанију, Масуду и Достаму повлаче се на север и формирају тзв. Северну алијансу, противталибански савез етничких Узбека, Таџика и Хазара. Наставком талибанске офанзиве, овом савезу је крајем 90-их остао само мали, северни део Авганистана.

### Талибански емират и уједињени фронт
Талибански режим, одмах након освајања Кабула, намеће исламски фундаменталистички поредак грађанима под својом влашћу. Исламски закони најтеже погађају жене, које су присиљене да облаче бурке и забрањено им је да похађају школу. Неретка је и смртна казна. Године 1998, након терористичких напада на америчке амбасаде у Африци, САД напада неколико логора за обуку терориста ал Каиде у Авганистану крстарећим пројектилима. Наиме, талибански режим је пружао уточиште тој организацији чији су чланови ветерани рата против Совјета, као и њеном челнику Осама бин Ладену.
Међутим, ране победе Талибана пропраћене су серијом пораза, што је навело аналитичаре да помисле да су талибани завршили своју владавину. Талибани су почели да гранатирају Кабул почетком 1995. године, али су поражени од стране снага владе исламске државе под вођством Ахмада Шаха Масуда.
Дана 26. септембра 1996. године, док су се талибани уз војну подршку Пакистана и финансијску помоћ Саудијске Арабије припремали за још једну велику офанзиву, Масуд је наредио потпуно повлачење из Кабула. Талибани су освојили Кабул 27. септембра 1996. године и успоставили исламски емират Авганистана. Наметнули су деловима Авганистана који су били под њиховом контролом своја политичка и судска тумачења издајући едикте који су се посебно тицали жена. Према организацији Лекари за људска права, "ниједан други режим у свету није тако методично и насилно приморавао половину свог становништва на виртуелни кућни притвор, забрањујући им излазак под претњом физичког кажњавања".
Након пада Кабула под талибанску власт 27. септембра 1996. године, Ахмед Шах Масуд и Абдул Рашид Достум, који су претходно били супарници, основали су Северну Алијансу. Северна Алијанса се претежно састојала из Масудових таџичких снага, Достумових Узбека, Хазара и Паштуна под вођством људи као што су Хаџи Мухамед Мохакик, Абдул Хак и Абдул Кадир. Талибани су војно поразили Достумове снаге освајањем Мазари Шарифа 1998, те је он био приморан на егзил.
Талибани су спровели систематске масакре над цивилима у северном и западном Авганистану.
Председник Первез Мушараф, тадашњи начелник војске, је био одговоран за слање десетина хиљада Пакистанаца да се боре раме уз раме са талибанима и Бин Ладеном против Масудових снага. Само 2001. године да је било 28 хиљада Пакистанаца који су ратовали у Авганистану.
Од 1996. до 2001, терористичка мрежа ал Каидаа Осаме Бин Ладена и Ајмана ел Завахрија, организована је од стране Талибана у Авганистану, те је Бин Ладен послао на хиљаде Арапа регрута у рат против Уједињеног фронта.
Ахмед Шах Масуд је остао једини вођа Уједињеног фронта у Авганистану. У областима под његовом контролом, Масуд је успоставио демократске институције и потписао је декларацију о женским правима. Борбе су такође довеле до тога да око милион људи напусти области контролисане од стране Талибана.
Дана 9. септембра 2001. Ахмед Шах Масуд је убијен од стране двојице Арапа, бомбаша самоубице ал Каиде у Авганистану, а два дана касније, 11. септембра 2001. организација ал Каида је извршила серију координисаних терористичких напада против САД. Нападнут је Светски трговински центар на Менхетну у Њујорку. Америчка влада је за ове нападе оптужила Ал Каиду и Осаму Бин Ладена, те су захтевали од Талибана да предају свог вођу. Талибани су одбили да се повинују жељи Сједињених Америчких Држава, те је у октобру 2001. године започета Операција Трајна слобода као нова фаза рата у Авганистану. Током првобитне инвазије, америчке и британске снаге су бомбардовале Авганистан и сарађивале са снагама Уједињеног фронта у циљу одузимања власти талибанима и уклањања Ал Каиде.

### Савремена историја Авганистана (2001–данас)
У децембру 2001, након што је срушена влада Талибана, формирана је нова авганистанска влада под Хамидом Карзајем, а такође су основане и Међународне снаге за безбедносну помоћ од стране Савета безбедности Организације уједињених нација ради потпомагања Карзајеве администрације и обезбеђивања основне сигурности. Такође, Талибани су почели да се регрупишу у Пакистану, док је све више коалиционих снага улазило у Авганистан и почело обнову ратом разорене земље.
Убрзо након њиховог пада са власти, Талибани су започели побуну да би повратили контролу над Авганистаном. Током наредне деценије, Међународне снаге за безбедносну помоћ и авганистанске трупе водиле су многе офанзиве против Талибана, али нису успели да их у потпуности поразе. Авганистан је остао једна од најсиромашнијих земаља на свету, због недостатка страних инвестиција, корумпиране владе и побуне Талибана.
У међувремену, авганистанска влада је успела да изгради одређене демократске структуре, те је 7. децембра 2004. године земља променила име у "Исламска Република Авганистан". Покушано је, често уз подршку страних земаља-донатора, да се побољша привреда, здравство, образовање, транспорт и пољопривреда. Међународне снаге за безбедносну помоћ су започеле обуку авганистанских оружаних снага и полиције. Наредне деценије је преко пет милиона авганистанских избеглица враћено у земљу, укључујући и многе који су насилно депортовани са Запада.
До 2009. године, под вођством Талибана је почела да се формира тајна влада у многим деловима земље. Амерички председник Барак Обама је најавио да ће САД размести још 30.000 америчких војника у земљу 2010. године на период од две године. Године 2010, Карзај је покушао да одржи мировне преговоре са талибанима и другим групама, али ове групе су одбиле да присуствују, те су се бомбашки напади, убиства и заседе појачале.
Након смрти Осаме Бин Ладена у мају 2011. године у Пакистану, на многе истакнуте личности Авганистана су извршени атентати, и авганистанско-пакистански погранични окршаји су учестали, а многи напади великих размера од стране пакистанске Хакани мреже су почели да се догађају широм Авганистана. Сједињене Америчке Државе су упозориле пакистанску владу на могућу војну акцију у случају да влада одбије да нападне ове снаге које се налазе у племенским областима под федералном управом, с обзиром да су САД окривиле побуњенике у оквиру пакистанске владе за појачане нападе. Пакистанска војска је почела да појачава своје нападе на ове групе у оквиру рата на северозападу Пакистана.
У очекивању повлачења НАТО трупа 2014. године, и каснијег покушаја Талибана да се врате на власт, групе анти-талибанског Уједињеног фронта (Јужна алијанса) су почеле да се регрупишу под покровитељством Националне коалиције Авганистана и Националног фронта Авганистана.
Генерални секретар НАТО пакта Јенс Столтенберг је 14. априла 2021. изјавио да су НАТО земље договориле повлачење својих снага. Након повлачења НАТО снага из земље, талибанске снаге су преузеле власт над читавом земљом и 15. августа освојиле престоницу Кабул.

## Становништво

### Становништво
Године 2012, становништво Авганистана износи око 31.108.077, што обухвата око 2,7 милиона авганистанских избеглица у Пакистану и Ирану. Године 1979, забележено је да је Авганистан имао 15,5 милиона становника. Једини град у Авганистану са преко милион становника јесте главни град, Кабул. Други велики градови су: Кандахар, Херат, Мазари Шариф, Џалалабад, Лашкар Гах, Талокан, Хост, Шабурган и Газни. У урбаним срединама долази до брзог раста популације након повратка преко 5 милиона странаца. Сматра се да ће се у будућности број авганистанског становништва повећати на 82 милиона до 2050. године.

### Етничке групе
Авганистан је мултиетничко друштво, а њен историјски значај као раскрсница путева је доста допринео његовом разноврсном етничком саставу. Становништво земље је подељено многобројне етнолингвистичке групе. 
Од укупног броја становника 42% су Паштуни, 27% Таџици, 9% Узбеци, 9% Хазаре, 4% Ајмаци 3% Туркмени, 2% Белуџи а има и Нуристана, и Киргиза. Најзаступљенија религија је ислам, од чега су већином сунити, а у мањем броју шиити (око 15%).

### Језици
Пашто и дари (персијски) су званични језици Авганистана; билингвизам је врло честа појава међу становништвом. Оба језика спадају у индо-европску језичку породицу, те у иранску језичку грану. Персијски језик је одувек био престижни језик и лингуа франка за међуетничке комуникације. То је матерњи језик Таџика, Хазара, Ајмака, и Кизилбаша. Пашто језик је матерњи језик Паштуна, мада многи Паштуни такође користе и персијски језик у свакодневној конверзацији. 
Међу друге језике којима се користи становништво Авганистана спадају арапски, узбечки, туркменски, балуџијски, пашајски и нуристански језици, и то су матерњи језици мањинских група широм земље, а имају званични статус у регионима у којима се нашироко говоре. У мање коришћене језике спадају памирски, брахуи и киргиски језик. Мали проценат Авганистанаца говоре урду, енглески и друге језике. Најзаступљенији језици су пашто (55%), дари (30%), узбечки и туркменски (11%), док осталих тридесетак језика националних мањина говори 4% становништва.

### Религије
Преко 99% становништва Авганистана чине муслимани; 80-85% чине сунити, а 15-19% шиити. Све до 1890-их година, регион око Нуристана се назива Кефиристан (ар. كافر; неверник), због немуслиманског становништва, Нуристанаца, становника чија верска пракса обухвата религијске праксе као што су анимизам, политеизам и шаманизам. Постоје и мање групе Хришћана, Будиста, Парса, Сика и Хиндуса. Постоји и мала јеврејска заједница у Авганистану која је емигрирала у Израел и САД крајем 20. века; до 2005. године је у Авганистану остао само један Јевреј, Заблон Симинтов.

## Управљање државом
Авганистан је исламска република која се састоји од три гране: извршне, законодавне, и судске. На челу државе је тренутно Хамид Карзај, председник и лидер још од краја 2001. године. Народна скупштина је законодавно, дводомно тело и има две коморе, Дом народа и Дом стараца.
Врховни суд предводи врховни судија Абдул Салам Азими, бивши универзитетски професор, који је био правни саветник председника. Садашњи суд се сматра умеренијим и предвођен је више технократама него претходни, којим су доминирале фундаменталистичке религијске личности попут Врховног судије Фејсала Ахмеда Шинварија, који је издао неколико контроверзних решења, укључујући и захтев да се ограниче права жена.
Према подацима Трансперенси Интернашонала из 2010. године, Авганистан је био рангиран као трећа најкорумпиранија земља на свету.
Извештај из јануара 2010. године, објављен од стране Канцеларије Уједињених нација за дрогу и криминал је открио да мито обухвата износ од 23% БДП-а нације. За велики број владиних министарстава се сматра да су корумпирана, и иако је председник Карзај обећао да ће се позабавити овим проблемом 2009. године изјавивши да "корумпираним појединцима није место у влади", високи владини званичници су крали и злоупотребљавали стотине милиона долара кроз Кабулску банку. Иако су државне институције новоформиране и предузети су кораци ка хапшењу појединих корумпираних званичника, САД су упозориле да ће помоћ Авганистану бити умањена у случају да се не стави тачка на корупцију.

## Избори и странке
Авганистански председнички избори 2014. године су били релативно мирни, током којих је Хамид Карзаи победио у првом кругу са 55,4% гласова. Међутим, председнички избори из 2009. године карактерише недостатак безбедности, слаб одзив, као и широко распрострањена изборна превара. Гласање, заједно са изборима за 420 места Покрајинског савета, одржано је у августу 2009. године, али је остало нерешено током дужег периода пребројавања гласова и истраге преваре.
Два месеца касније, под међународним притиском, најављен је други круг гласања између Карзаја и другог кандидата, Абдулаха Абдулаха, али је неколико дана касније Абдулах најавио да неће учествовати на изборима 7. новембра, јер његови захтеви за промене у изборној комисији нису били испуњени. Сутрадан, званичници изборне комисије отказали су други круг и прогласили Хамида Карзаја за председника са петогодишњим мандатом.
На парламентарним изборима 2005. године, међу изабраним званичницима били су бивши муџахедини, исламски фундаменталисти, ратници, комунисти, реформисти, као и неколико сарадника Талибана. У истом периоду, Авганистан је заузео 30. место по заступљености жена у парламенту. Последњи парламентарни избори одржани су у септембру 2010. године, али због расправа и истраге о превари, церемонија полагања заклетве је одржана крајем јануара 2011. године.

## Административна подела
Авганистан је административно подељен на 34 провинције (вилајета), а свака провинција има свој главни град и покрајинску администрацију. Покрајине су даље подељене на око 398 мањих покрајинских округа, од којих сваки обично покрива град или више села. Сваки округ представља гувернер округа.
Покрајинске гувернере именује председник Авганистана, а окружни гувернери су изабрани од стране покрајинских гувернера. Покрајински гувернери су представници централне владе у Кабулу, и одговорни су за сва административна и формална питања у оквиру својих покрајина. Постоје и покрајински савети који се бирају на непосредним и општим изборима на период од четири године. Функције покрајинских савета укључују учешће у покрајинском планирању развоја, као и учешће у праћењу и процени других институција покрајинске управе.
У складу са чланом 140 Устава и председничке уредбе о изборном закону, градоначелници градова треба да буду изабирани путем слободних и непосредних избора на период од четири године. Међутим, због великих трошкова избора, никада нису одржани градоначелнички и општински избори. Уместо тога, градоначелници су именовани од стране владе. У главном граду Кабулу, градоначелника именује председник Авганистана.
Провинције Авганистана су:
| - 1 Баглан - 2 Бадахшан - 3 Бадгис - 4 Балх - 5 Бамијан - 6 Вардак - 7 Газни | - 8 Гор - 9 Дајкунди - 10 Забул - 11 Кабул - 12 Кандахар - 13 Каписа - 14 Кунар | - 15 Кундуз - 16 Лагман - 17 Логар - 18 Нангархар - 19 Нимроз - 20 Нуристан - 21 Пактија | - 22 Пактика - 23 Панџшер - 24 Парван - 25 Саманган - 26 Сарипул - 27 Тахар - 28 Урузган | - 29 Фарах - 30 Фарјаб - 31 Хелманд - 32 Херат - 33 Хост - 34 Џаузџан |  |

## Међународни односи и војска
Министарство спољних послова Авганистана је задужено за управљање међународним односима Авганистана. Авганистан је члан Уједињених нација од 1946. године.
Мисија Уједињених нација за помоћ у Авганистану је успостављена 2002. године под Резолуцијом 1401 Савета безбедности Уједињених нација ради помагања народу да се опорави од деценија рата, и да успостави нормално функционисање владе. Данас више од 22 чланица НАТО-а распоређује око 100.000 војника у Авганистану у склопу Међународних безбедносних снага. Поред блиских војних веза, земља такође има јаке економске везе са чланицама НАТО-а и њиховим савезницима. Она такође има дипломатске односе са суседним државама као што су Пакистан, Иран, Туркменистан, Узбекистан, Таџикистан и Кина, и државама у региону, као што су Индија, Турска, Казахстан, Русија, Уједињени Арапски Емирати, Саудијска Арабија, Ирак, Египат, Јапан, Јужна Кореја, и други.
Односи између Авганистана и Пакистана су се видно погоршали због проблема везаних за Дуранд линију и рата који траје од 1978. до данас (Муџахедини, избеглице из Авганистана, талибанске побуне и погранична кошкања), међу које спадају и вода, као и све већи утицај Индије у Авганистану. Авганистански званичници често тврде да су пакистанске и иранске обавештајне службе укључене у обуку и вођење терориста при извршењу напада у Авганистану. Авганистан је увек зависио од пакистанских трговачких путева за увоз и извоз, али то се променило у последњој деценији са отварањем путева средње Азије и иранских путева. Насупрот томе, Пакистан зависи од авганистанске воде и сматра Авганистан јединим трговачким путем ка ресурсима средње Азије.
Индија и Иран су активно учествовали у реконструкцији Авганистана, са Индијом као највећим регионалним донатором у земљи. Од 2002. године, Индија је обећала до 2 милијарде долара у економској помоћи Авганистану, те је учествовала у више напора ради друштвено-економске обнове, укључујући струју, путеве, пољопривреду и образовне пројекте. Такође, постоје војне везе између Индије и Авганистана, које ће се ојачати након потписивања стратегијског пакта у октобру 2011. године који су потписали Карзај и премијер Манмохан Синг.
Авганистанске оружане снаге припадају Министарству одбране, и оне укључују Авганистанску националну армију (АНА) и авганистанске ваздухопловне јединице. Тренутно има око 200.000 активних војника и очекује се да ће достићи 260.000 у наредним годинама. Они су обучени и опремљени од стране НАТО земаља, углавном од стране Министарства одбране Сједињених Америчких Држава. Авганистанска национална армија је подељена на 7 главна корпуса. АНА има и бригаду командоса, која је основана у 2007. године. Национална Војна академија Авганистана служи као главни образовни институт за војнике. Нови Авганистански Универзитет Одбране је у процесу изградње у близини главног града, и у њега је уложено двеста милиона долара.

## Криминал и спровођење закона
Национална дирекција за безбедност је национална обавештајна служба, која функционише на сличан начин као и Одељење за унутрашњу безбедност Сједињених Америчких Држава и има између 15.000 до 30.000 запослених. Авганистан има око 126.000 националних полицајаца, мада постоје планови да се ангажује више, тако да укупан број може достићи 160.000. Авганистанска национална полиција припада Министарству унутрашњих послова, а служи као једина агенција за спровођење закона широм земље. Национална цивилна полиција Авганистана је главни огранак националне полиције Авганистана, и подељена је на пет бригада, а сваком командује бригадни генерал. 
Ове бригаде су стациониране у Кабулу, Гардезу, Кандахару, Херату, и Мазари Шарифу. Свака покрајина именује провинцијалног шефа полиције који је одговоран за спровођење закона широм покрајине.
Полиција је обучавана од стране западних снага НАТО тренинг мисије у Авганистану. Према извештају из 2009. године, велики део полицајаца је било неписмено, и чак су били оптужени за тражење и примање мита. Џек Кем, заменик команданта НАТО тренинг мисије у Авганистану је изјавио да ће стопа писмености у полицији Авганистана порасти до преко 50% до јануара 2012. године. Оно што је почело као добровољни програм описмењавања постало је обавезно у основној полицијској обуци почетком 2011. године. При тестирању на наркотике, код 17% полицајаца потврђена је илегална употреба наркотика. Године 2009, председник Карзај је организовао две антикорупцијске јединице унутар Министарства унутрашњих послова. Бивши министар унутрашњих послова, Ханиф Атмар, рекао је да ће безбедносни званичници из САД (ФБИ), Велике Британије (Скотланд Јард) и Европске уније обучити тужиоце у јединици.
Јужни и источни делови Авганистана су најопаснији због милитантних активности и процвата трговине дрогом. Овим посебним областима понекад патролирају талибански побуњеници, који често праве импровизоване експлозивне направе на путевима и изводе самоубилачке бомбашке нападе. Киднаповања и пљачке су такође честе појаве. Сваке године је велики број авганистанских полицајаца убијено током обављања својих дужности у овим областима. Авганистанска Гранична полиција је одговорна за заштиту аеродрома и граница, посебно спорне границе дуж Дуранд линије, које се често користе од стране припадника криминалних организација и терориста за своје незаконите активности. Извештај из 2011. године приказује да је чак 3 милиона људи укључено у трговину наркотицима у Авганистану. Велики број напада на запослене у влади су највероватније наручени од стране мафијашких група. Дрога из Авганистана се извози у суседне земље, као и широм света. Министарство за борбу против наркотика у Авганистану је задужено за хапшење главних трговаца дрогом.

## Привреда
Авганистан је осиромашена и најмање развијена земља, једна од светских најсиромашнијих због деценија ратовања и недостатка страних инвестиција. Од 2012. године, БДП износи око 34,29 милијарди долара с курсом од 19,91 милијарди долара, а БДП по глави становника је 1.100 долара. Извоз земље је 2010. године износио 2,6 милијарди долара. Стопа незапослености износи око 35%, и отприлике исти проценат становника живи испод линије сиромаштва. Према извештају из 2009. године, око 42% посто становништва живи на буџету од једног долара дневно. Држава има спољни дуг од мање од 1,5 милиона долара, и опоравља се уз помоћ светске заједнице.
Економија Авганистана је у последњој декади у порасту за 10% годишње, захваљујући приливу од преко 50 милиона у виду интернационалне помоћи. као и захваљујући побољшању на пољу система транспорта и пољопривредне производње, која чини главни ослонац авганистанске економије. Земља је позната по производњи нара, грожђа, кајсија, диња, разних сувих и свежих воћки, као и ораха. Многи извори указују на то да 11% или више економије Авганистана произилази из производње и продаје опијума, и Авганистан се широм света сматра највећим светским произвођачем опијума, упркос покушајима авганистанске владе и интернационалним покушајима искорењивања ових усева.
Док је дефицит текућег рачуна државе углавном финансиран новцем донатора, само мали део је пружен директно државном буџету. Остатак је усмерен ка ванбуџетским експедитурама и донаторским пројектима кроз систем Уједињених нација и невладиних организација. Министарство финансија Авганистана је фокусирано на побољшану наплату прихода и дисциплину експедитура јавног сектора. На пример, државни приходи су се повећали 31% за 1,7 милијарду долара у периоду од марта 2010. до марта 2011.
Авганистанска банка представља главну банку државе, док је главна валута авгани (АФН), по курсу од 47 авганија као еквивалент 1 америчком долару. Од 2003. године, више од 16 банака је отворено ширем земље, међу којима су Интернационална Банка Авганистана, Кабул банка, Азизи банка, Паштани банка и друге. 
Један од главних покретача тренутног економског опоравка јесте повратак преко 5 милиона емиграната, који су са собом донели свежу енергију, предузетништво и вештине за стицање иметка, као и врло потребна средства за покретање предузетништва. По први пут након 1970-их година, Авганистанци су се укључили у грађевинарство, што је једна од највећих индустрија у земљи. Међу главне грађевинске пројекте спада и 35 милијарди долара вредан пројекат Нови град Кабул, поред главног града, град Гази Амахулах Кан у близини Џалалабада, и Ајно Мена у Кандахару. Слични пројекти су започети у Херату, Мазари Шерифу и другим градовима.
Поред тога, велики број компанија и мањих фабрика је почело са радом широм земље, што не само пружа приходе држави, већ и отвара нове пословне позиције. Побољшања пословне средине су резултирала у више од 1,5 милијарди долара инвестиција у телекомуникације, и створила више од 100.000 послова од 2003. године. Авганистански теписи поново постају популарни, што пружа прилику трговцима теписима да запосле више радника. 
Авганистан је члан Удружења за регионалну сарадњу Северне Азије, Организације за економску сарадњу и Организације исламске сарадње. Нада се да ће се ускоро прикључити Шангајској организацији сарадње ради успостављања уских економских веза са земљама у суседству и региону које припадају такозваном пројекту Новог Пута Свиле. Министар спољних послова Залмај Расул је рекао медијима 2001. године да је циљ државе стварање авганистанске економије која се заснива на трговини, приватним предузећима и инвестицијама. Стручњаци сматрају да ће ово револуционисати економију региона. Производња опијума у Авганистану је рекордно порасла 2007. године, када је пријављено да је 3 милиона људи умешано у посао, али је касније број опао у наредним годинама. Држава је отпочела програме који ће смањити производњу мака, а до 2010. године је пријављено да су 24 провинције од 34 очишћене од узгајивачница мака.

### Рударство
Мајкл Е. О’Ханлон из Брукингс институције процењује да када би Авганистан генерисао више од 10 милијарди долара годишње из својих минерала, његов друштвени производ би био дуплиран, а такође би тиме пружио дугорочна средства за финансирање авганистанских сигурносних снага, као и других критичних потреба. Геолошки топографски институт САД је 2006. године проценио да северни део Авганистана има у просеку 2,9 милијарди барела сирове нафте, 15,7 билиона кубних стопа природног гаса, и 562 милиона барела природног течног гаса. У децембру 2011. године, Авганистан је потписао споразум о експлоатацији нафте са Кинеском националном петролејском корпорацијом ради развијања три нафтна поља уз обалу реке Аму Дарја на северу земље. 
Други извештаји указују на то да земља обилује литијумом, бронзом, угљем, златом, челиком, као и другим минералима. Канашински карбонатит у провинцији Хелманд садржи 1.000.000 метричких тона ретких земљаних елемената. Године 2007, рудник бакра Ајнак је изнајмљен Кинеској металургијској групи на 30 година по цени од 3 милијарде долара, што представља највећу страну инвестицију и процват приватног пословања у историји Авганистана.
Стил Ауторити ов Индија (енгл. Steel Authority of India) је откупио рударска права да развије велике залихе руде наџигакског челика у централном Авганистану. Владини званичници процењују да је 30% неискоришћених рудних богатства земље вредно између 900 милијарди и 3 билиона долара. Један од званичника је изјавио да ће ово постати кичмени стуб економије Авганистана, чак је и Пентагон изјавио да ће Авганистан постати „Саудијска Арабија литијума“.

## Саобраћај

### Ваздушни саобраћај
Ваздушни саобраћај у Авганистану функционише уз помоћ националног превозника по имену „Аријана Афган Ерлајнс“, али и уз помоћ бројних приватних превозника. Превозници одређених држава такође имају у понуди летове у и ван Авганистана. Међу њима су превозници Индије, Емирата, Персијског залива, Ирана, Пакистана и Турске. 
У Авганистану постоји четири интернационална аеродрома: Херат интернационални аеродром, Хамид Карзај интернационални аеродром (претходно Кабул интернационални аеродром), Кандахар интернационални аеродром и Мазари Шериф интернационални аеродром. Такође постоје и аеродроми специјализовани за локалне летове, углавном ка Кабулу и Херату.

### Железнички саобраћај
Од 2014. године, у Авганистану постоје само две железничке линије: једна обухвата 75 km пруге од Хајрабада до границе са Узбекистаном, а друга 10 km пруге од Торагундија до границе са Туркменистаном. Обе линије се користе само за теретне возове, и још увек не постоји могућност превоза путника. Постоји велики број понуда за изградњу додатних линија. Године 2003, председници Авганистана, Туркменистана и Узбекистана су присуствовали церемонији отварања линије од 225 km пруге путем Андхвој-Мазари Шериф-Хајрабад. Линија ће се у Хајрабаду повезати са већ постојећом линијом која води до границе са Узбекистаном. Постоје планови за изградњу железничке линије од Кабула до Торхама, града у близини источне границе, где ће се повезати са железничким линијама Пакистана. Постоје такође и планови да се заврше железничке линије између Хафа у Ирану и Херата у Авганистану.

### Друмски саобраћај
Путовање аутобусом у Авганистану је још увек опасно због немарних и интоксинираних возача, као и због разних милитантних активности. Аутобуси су углавном старији модели марке Мерцедес-Бенц и углавном су у власништву приватних компанија. Озбиљне саобраћајне несреће су веома честе у Авганистану, посебно на путевима Кабул-Кандахар и Кабул-Џалалабад.
Новији аутомобили су у последње време доступни откако су поново изграђени путеви и ауто-путеви. Углавном се увозе из Уједињених Арапских Емирата преко Пакистана и Ирана. Од 2012. године је забрањен увоз аутомобила старијих од десет година. Развитак путне мреже нације представља велики подстрек за економију Авганистана, с обзиром да омогућава размену са суседним државама. Поштанске услуге у Авганистану пружају Авганистанска пошта, као и приватне компаније као што су ФедЕкс, Де-Ха-Ел и друге.

## Комуникација
Телекомуникацијске услуге у Авганистану пружају Афган Вајрлес (енгл. Afghan Wireless), Етисалат, Рошан, МТН Група и Афган Телеком. Године 2006, Министарство комуникација је потписало уговор у вредности од 64,5 милиона долара са компанијом Зе-Те-Е ради успостављања мреже оптичких кабала широм земље. Од 2011. године, Авганистан има око 17 милиона претплатника ГСМ мреже, као и преко милион корисника интернета, али има само 75.000 фиксних телефонских линија и мало изнад 190.000 ЦДМа претплатника. 3Г услуге тренутно пружају само Етисалат и МТН Група. Године 2014, Авганистан је закупио сателит од Еутелсат-а, назван АФГАНСАТ 1.

## Здравство
Према Показатељу хуманог развоја, Авганистан је петнаеста најмање развијена земља у свету. Просечни животни век износи око 60 година за оба пола. Авганистан је на 9. месту по стопи плодности у свету, са 5,64 детета по једној жени (према подацима из 2012. године). Има једну од највиших стопа смртности мајки у свету, која је процењена 2010. године на 460 смртних случајева на 100.000 порођаја, и највишу стопу смртности одојчади у свету (смрт беба млађих од годину дана), која је 2012. године процењена на 119,41 смрти/1.000 порођаја. Подаци из 2010. године указују на то да једно од десет детета умире пре пете године. Министарство здравља планира да смањи смртност одојчади на 400 смрти на 100.000 рођења пре 2020. године. Држава тренутно има више од 3.000 бабица, а уз то се сваке године школује додатних 300-400 жена за ово занимање.
У последњој деценији су изграђене бројне болнице и клинике које пружају најнапредније третмане у Кабулу. Француски медицински институт за децу и Индира Ганди дечија болница у Кабулу су водеће дечије болнице у земљи. Међу другим водећим болницама у Кабулу спадају Џамхуријат болница са 350 кревета и Џинах болница, која је још увек у процесу изградње. Такође постоји и велики број добро опремљених војних болница широм земље. 
Године 2006. је забележено да скоро 60% становништва живи на удаљености од два сата хода од најближе здравствене установе, што је велика промена у односу на забележених 9% 2002. године. Последње анкете указују на то да 57% Авганистанаца тврди да имају добар или одличан приступ клиникама или болницама. Авганистан има једну од највиших учесталости људи са инвалидитетом, са скоро милион људи погођених овим проблемом. Има око 80.000 људи којима недостаје неки уд; већина њих је повређено нагазним минама. Невладине добротворне организације као што су Спасимо децу и Махбубино завештање помажу сирочади у сарадњи са владиним структурама.

## Образовање
Образовни систем Авганистана обухвата основно и високо образовање, које спадају у надлежност Министарства образовања и Министарства високог образовања. Државни образовни систем је уништен током дугих деценија ратовања, али је почело његово оживљавање након доласка Карзаијеве администрације на власт крајем 2001. године. Током последње деценије изграђено је и реновирано више од 5.000 школа, док је у истом периоду преко 100.000 наставника обучено за рад. Више од седам милиона ученика оба пола похађа наставу у школама, око 100.000 студената похађа разне универзитете широм земље; најмање 35% тих студената су девојке. Од 2013. године, у Авганистану постоји 16.000 школа. Министар образовања, Гулам Фарук Вардак је изјавио да је потребно изградити још 8.000 школа за осталих 3 милиона деце која тренутно немају услова за школовање.
Универзитет у Кабулу је поново отворен 2002. године, и прима студенте оба пола. Године 2006, отворен је Амерички универзитет у Кабулу, ради пружања наставе која је на светском нивоу, која је на енглеском, и која представља здраву средину за учење у Авганистану. Центар Кабула служи као авганистански центар за учење, с обзиром да се ту налази велики број едукативних институција. Главни универзитети ван Кабула су Универзитет у Кандахару на југу, Универзитет у Херату на северо-западу, Универзитет у Балку на северу и Универзитет у Хосту на истоку. Национална војна академија Авганистана, организована по угледну на Војну академију Сједињених Америчких Држава, јесте четворогодишња образовна установа која првенствено школује официре Оружаних снага Авганистана. 
Стопа писмености целе нације је била врло ниска, али је сада у порасту, узевши у обзир да се све више младих људи школује. Године 2010, Сједињене Америчке Државе су широм земље успоставиле бројне Линколн едукативне центре који нуде часове енглеског језика, програмирања, коришћења интернета, као и друге едукативне и услуге саветовања. Јединице државне безбедности Авганистана имају обавезу да слушају предавања о писмености.

## Култура
Авганистанска култура је присутна скоро преко два миленијума, а њени корени се налазе најраније у периоду Ахеменидског краљевства око 500. године п. н. е. То је углавном номадско и племенско друштво, где сваки регион земље има своју посебну традицију и обичаје, што најбоље показује мултикултуралност и мултијезичност ове нације. У јужним и источним регионима људи живе у складу са паштунском културом, пратећи паштунвали - традиционални начин живота који и дан данас опстаје. Остатак популације је персијског или туркијског порекла. Неки људи који нису паштунског порекла, а живе близу ових заједница прихватили су Паштунвали у процесу паштунизације (или Авганизације), док су неки Паштуни подлегли персијанизацији. Милиони Авганистанаца који живе ван своје земље, углавном у Пакистану и Ирану током последњих 30 година попримили су основе култура тих земаља из суседства.
Авганистанци се веома поносе својом културом, нацијом, наслеђем и, изнад свега, својом религијом и независношћу. Узевши у обзир њихову традицију племенског ратовања и убилачких сукоба, странцима је увек било јако тешко, чак немогуће да их освоје и савладају. Постоји око 60 главних паштунских племена, а процењено је да авганистанских номада има око 2-3 милиона.
Авганистан има комплексну историју која је преживела било у садашњој култури, или кроз различите језике и споменике. Међутим, велики број тих историјских споменика је уништено током скорашњих ратова. Два велика споменика, Буде из Бамијана, уништена су од стране Талибана јер су сматране идолопоклоничким. Упркос томе, археолози још увек проналазе будистичке реликвије у различитим деловима земље, где неки датирају чак из 2. века. Ова чињеница указује да је будизам био широко распрострањен у Авганистану. Међу осталим историјски важним местима су градови Херат, Кандахар, Газни, Мазари Шериф и Заранг. Џамски минарет и река Хари припада светској баштини Унеска. Огртач за који се сматра да га је носио исламски пророк Мухамед потхрањен је Џамији Пророковог огртача у Кандахару, граду који је основао Александар Велики и који је престоница Авганистана. Хератска цитадела у западном делу града је последњих година реновирана и представља велику туристичку атракцију. На северу земље налази се Плава џамија, која се сматра местом где је сахрањен Али. Национални музеј Авганистана налази се у Кабулу.
Иако је стопа писмености у Авганистану врло ниска, персијска и паштунска поезија играју важну улогу у култури Авганистана. Поезија је увек била важна ставка образовања овог региона до тог степена да се интегрисала у културу Авганистана. Међу најпознатијим песницима су Руми, Рабија Балхи, Санаји, Џами, Хушхал Хан Хатак, Рахман Баба, Халилулах Халили и Парвин Пазхак.

### Медији и забава
Авганистански медији су настали почетком 20. века, а прве новине су изашле из штампе 1906. године. До 1920-их година, Радио Кабул је емитовао локалне радио емисије. Национална телевизија Авганистана је покренута 1974. године, али је затворена 1996. године, када су власт у региону преузели Талибани. Од 2002. године, рестрикције штампе су лагано попуштане, и јавља се све више различитих приватних медија. Слобода изражавања и штампе су унапређене у уставу 2004. године и укинута је цензура, мада је клевета и говор против ислама забрањен и строго кажњив. У Авганистану постоји око 400 регистрованих публикација, 15 телевизијских станица и 60 радио станица.
Кабул је родни град многих познатих, како традиционалних тако и модерних музичара Авганистана. Традиционална музика је посебно популарна током прослава Нове године и Дана независности. Међу најпознатије авганистанске музичаре спадају Ахмед Захир, Нашенас, Мухамед Хусејн Сараханг, Абдурахим Сарбан, Убејдула Џан, Фархад Дарја и Нагма, као и многи други. Већина Авганистанаца је навикла да гледа филмове Боливуда и да слуша музику из тих филмова. Међу најпознатијим Боливуд глумцима у Авганистану су Салман Кан, Сајф Али Кан, Шах Рух Кан, Амир Кан, Феруз Кан, Кадин Кан, Насерудин Кан, и други. Талибанска влада је међународно осуђена због ограничавања људских права у Авганистану, укључујући права жена и девојака да раде и образују се.

### Спорт
Национални тим Авганистана учествује у међународним фудбалским такмичењима од 1941. године. Национални тим на домаћем терену утакмице игра на Гази стадиону у Кабулу, а фудбал у Авганистану је организован од стране Фудбалске Федерације Авганистана. Национални тим никада није играо нити се квалификовао за ФИФА светски куп, али је недавно освојио интернационални фудбалски трофеј на САФФ шампионату. Авганистан има и свој национални футсал тим. 
Крикет, који је скоро откривен као спорт у Авганистану захваљујући успеху националног крикет тима Авганистана, све је популарнији. Одбор за крикет Авганистана је главно управно тело овог спорта и има своје седиште у Кабулу. Кази Аманулах Кан међународни крикет стадион је национални стадион за крикет.
Други такође популарни спортови у Авганистану су кошарка, одбојка, теквондо и бодибилдинг. Бузкаши је традиционални спорт Авганистана, углавном на северу Авганистана. Сличан је игри поло, и игра се са два јахачка тима. Авганистански хрт је настао у Авганистану и у почетку је коришћен током лова.